# Ostrovany
Ostrovany (maďarsky Ósztrópataka) jsou obec na Slovensku v okrese Sabinov. V obci žije přibližně 2 500 obyvatel. První písemná zmínka o obci pochází z roku 1248. Zhruba 300 metrů severně od obce protéká klikatící se říčka Torysa. V obci je početná romská komunita.
V roce 1790 zde byl objeven bohatě vybavený hrob germánské význačného osoby; odhaduje se, že hrob pochází z 2. poloviny 3. století.